# Квитка, Андрей Валерьянович
Андрей Валерьянович Квитка (Квитко) (2 (14) июля 1849, Харьков, Российская империя — 1922 или 1923, Рим, Королевство Италия) — полковник (1905) Русской императорской армии. Участник Русско-турецкой войны 1877—1878, Ахал-текинской экспедиции и Русско-японской войны.

## Биография
Андрей Валерьянович Квитка происходил из старинного рода малороссийских казаков — Квитки. Семья была богатейшей, имела несколько поместий, замок, многие предметы искусства. Одно из их имений — «Основа» имело огромную популярность. По воспоминаниям князя А. Д. Голицына, cемья Квиток жила по определённому распорядку: зиму проводили под Римом, осень на Черноморском побережье, а весной возвращались в «Основу».
До 1868 года учился в Пажеском корпусе. 12 июля 1868 года был произведён из камер-пажей в корнеты Лейб-гвардии Конного полка. 16 апреля 1872 года произведен в поручики, 31 марта 1874 года в штабс-ротмистры, а 22 мая 1874 года назначен личным адъютантом к командующему войсками Харьковского военного округа с получением чина майора.
С началом Русско-турецкой войны 1877—1878 годов отправился воевать и был прикомандирован к 29-му Донскому казачьему полку, а затем к штабу 9-го армейского корпуса. Участвовал в осаде Плевны. За эту войну он получил чин войскового старшины, был награждён орденами Святого Владимира 4-й степени с мечами и бантом, Святой Анны 2-й степени с мечами и Святого Станислава 2-й степени с мечами, а также золотым оружием «За храбрость» (за мужество при взятии Гривицкого редута).
В 1878—1882 годах Квитка служил в Оренбурге. А в 1883—1884 годах — в Хоперском полку Кубанского казачьего Войска.
В 1880—1881 годах участвовал в Ахал-текинской экспедиции, принимал участие в штурме Геок-Тепе.
Не ранее 1 мая 1885 года был произведён в полковники и уволен от службы. После отставки большую часть времени проводил в Италии и Франции из-за «непереносимости российских зим». Во Франции ему принадлежало несколько домов. В Париже Андрей Валерьянович работал в художественной академии, а в 1897 году стал постоянным членом французского автомобильного клуба.
На Черноморском побережье имел дачи. С 1887 года начал активно осваивать виноделие. В 1896 году на Всероссийской промышленной и художественной выставке в Нижнем Новгороде его вино было награждено серебряной медалью.
Квитка был одним из первых автомобилистов России. Газета «Черноморское побережье» от 30 июля 1903 года сообщала: «Автомобили на Черноморском побережье размножаются. На днях в местную таможню поступил из Франции автомобиль для землевладельца Туапсинского округа полковника Квитка. Автомобиль уже отправлен в Туапсе».
В 1904 году, когда он узнал об осаде Порт-Артура, он попросил вернуть его в действующую армию. Несмотря на то, что на тот момент ему было уже 55 лет, его просьбу удовлетворили: высочайшим приказом от 13 марта 1904 года Квитка был определён на службу прежним чином войскового старшины. Вслед за мужем как сестра милосердия в санитарном поезде императрицы Александры Фёдоровны на фронт отправилась и его жена — Вера Дмитриевна. Квитка выехал на Дальний Восток скорым поездом 11 апреля 1904 года.
21 апреля пересек Байкал на ледоколе «Ангара».
С мая по ноябрь 1904 года служил во 2-м Нерчинском казачьем полку, входившим в состав 2-й Забайкальской казачьей дивизии генерал-майора П. К. Ренненкампфа, действовавшего на восточном фланге, а затем в ноябре-декабре того же года находился в 1-м Верхнеудинском полку Забайкальского войска в отряде генерала П. И. Мищенко, который обеспечивал прикрытие русского западного фланга. Высочайшим приказом от 11 января 1905 года Квитка был произведен в полковники, в феврале — эвакуирован из Маньчжурии по болезни. Высочайшим приказом от 2 марта 1906 года «за болезнью» повторно был уволен от службы с мундиром и с пенсией. Высочайшим приказом от 22 августа 1907 года уволенный от службы Квитка был награждён «за боевые отличия» орденом Святого Владимира 3-й степени с мечами.
После революции 1917 года был вынужден покинуть Россию. Последние годы жизни прошли на одной из принадлежавших ему вилл в окрестностях Рима, где он скончался в 1922 или 1923 году.

### Литературное наследие А. В. Квитки
- «Записки казачьего офицера. Война 1877—1878 г.». Издана отдельной книгой в 1903 г.
- «Поездка в Ахал-Теке. 1880—1881». В журнале «Русский вестник», 1883 г.
- «Заметки о башкирском конном полку». В журнале «Военный сборник», 1882 г.
- «Дневник забайкальского казачьего офицера: Русско-японская война 1904—1905 гг.». Издана отдельной книгой в 1908 г.

## Дача в Сочи
В начале 20 века Андрей Валерьянович получил богатое наследство и решил сделать для своей любимой супруги-итальянки Веры Дмитриевны подарок: построить точную копию её западноевропейского замка в своём имении в Сочи. По некоторым данным, в роли зодчего мог выступить Алексей Буткин. Здесь Квитка и его жена любили отдыхать, кататься на яхте по Чёрному морю и устраивать праздники.
Место для дачи было выбрано живописное — у горного подножия Малого Ахуна среди густой растительности. Со стороны моря вблизи дачи начинался обрыв, открывающий широкий простор для визуального обзора. Дача была сооружена из серого камня. Говорят, что семью Квитка посещали различные знаменитости, например Ф.Шаляпин.
В годы Великой Отечественной войны в замке располагался госпиталь, а потом здание передали под детскую здравницу. На данный момент место пользуется популярностью у туристов.

### Легенды
Об его даче ходит множество легенд.
Первой легендой стали слухи о том, что перед отъездом из России в связи с революцией, он замуровал много ценных вещей в полу и стенах, ибо надеялся вернуться за ними после установления в стране стабильности. Пытаясь их найти, выламывали целые куски кладки, и в итоге дом пострадал ещё сильнее, а сокровища так и не удалось найти.
Другие легенды связаны с мистикой. Первая заключается в том, что в период Гражданской войны тут укрылись 4 белогвардейца, сдаваться они не пожелали и, в ходе штурма замка, погибли.
Вторая легенда более жуткая. В 1931 году здание отдали под санаторий. По легенде, здесь распивали алкоголь сотрудники ЧК, и им на глаза попалась несовершеннолетняя девочка — дочь сотрудницы санатория. Они стали якобы приставать к ней, изнасиловали и, пытаясь скрыть преступление, убили её в подвале. Увидев мёртвую дочь, её мать схватила пистолет одного из сотрудников, расстреляла их, а потом ушла наверх и повесилась.
- Вот так выглядела дача Квитки 100 лет назад...
- ...И в наше время